# Titularbistum Musti
Musti ist ein Titularbistum der römisch-katholischen Kirche.
Es geht zurück auf einen untergegangenen Bischofssitz in der antiken Stadt Mustis, die in der römischen Provinz Africa proconsularis (heute nördliches Tunesien) lag. Der Bischofssitz war der Kirchenprovinz Karthago zugeordnet.
| Titularbischöfe von Musti |                                                            |                                                                                 |                    |                   |
| Nr.                       | Name                                                       | Amt                                                                             | von                | bis               |
| 1                         | Jean-Ephrem Bertreux SM                                    | Apostolischer Vikar von Südliche Salomonen (Britisches Protektorat Salomonen)   | 2. Juni 1912       | 4. Januar 1919    |
| 2                         | Julien-Louis-Edouard-Marie Gorju MAfr                      | Apostolischer Vikar vom Urundi (Ruanda-Urundi)                                  | 26. April 1922     | 14. Januar 1942   |
| 3                         | Eugenio Raffaele Faggiano CP                               | Altbischof von Cariati (Italien)                                                | 25. September 1956 | 2. Mai 1960       |
| 4                         | Vicente Alfredo Aducci                                     | Weihbischof in Mercedes (Argentinien)                                           | 28. Mai 1960       | 3. Mai 1962       |
| 5                         | Oscar Félix Villena                                        | Weihbischof in Buenos Aires (Argentinien)                                       | 26. Juli 1962      | 11. Februar 1970  |
| 6                         | Juan José Aníbal Mena Porta Titularerzbischof pro hac vice | Alterzbischof von Asunción (Paraguay)                                           | 16. Juni 1970      | 25. November 1970 |
| 7                         | Aldo Del Monte                                             | Apostolischer Administrator von Acqui (Italien)                                 | 29. Dezember 1970  | 15. Januar 1972   |
| 8                         | Gaetano Bonicelli                                          | Weihbischof in Albano (Italien)                                                 | 10. Juli 1975      | 11. Juni 1977     |
| 9                         | Antonio Ambrosanio                                         | Weihbischof in Neapel (Italien)                                                 | 27. August 1977    | 4. Januar 1988    |
| 10                        | Francisco João Silota MAfr                                 | Weihbischof in Beira (Mosambik)                                                 | 18. Januar 1988    | 19. November 1990 |
| 11                        | Giuseppe Pasotto CSS                                       | Apostolischer Administrator von Kaukasien (Armenien, Georgien, (Aserbaidschan)) | 9. November 1999   |                   |